# Raymond Maher
 (septembre 2010).
Si vous disposez d'ouvrages ou d'articles de référence ou si vous connaissez des sites web de qualité traitant du thème abordé ici, merci de compléter l'article en donnant les références utiles à sa vérifiabilité et en les liant à la section « Notes et références ».
Raymond Maher est un avocat québécois qui s'est particulièrement illustré, quoique de façon négative, dans la défense, à l'été 1954, du prospecteur gaspésien Wilbert Coffin dans la célèbre affaire Coffin. Le réputé avocat criminaliste canadien Edward Greenspan, commentant l'affaire en 2006, l'a surtout blâmé pour ne pas avoir permis à Coffin de témoigner. « C'est de l'incompétence avec un i majuscule, a-t-il dit. C'est le pire cas de défense que j'ai jamais vu ! »
La même année, peu après le procès Coffin, il est nommé conseiller juridique à la Régie des loyers par le premier ministre du Québec Maurice Duplessis qui était aussi ministre de la Justice.  
En 1961, il est candidat à la chefferie de l'Union nationale, mais il est défait par Daniel Johnson le 23 septembre 1961.  Dans cette course à quatre, il n'obtient que deux votes sur 1944 délégués. 

## Publications
- 1958 : Coffin était innocent, Jacques Hébert, Éditions de l'Homme.
- 1963 : J’accuse les assassins de Coffin, Jacques Hébert, Éditions du jour.
- 2007 : L'Affaire Coffin, une supercherie ?, Clément Fortin, Éditions Wilson et Lafleur, 354p.